# Cheumatopsyche helma
Cheumatopsyche helma is een schietmot uit de familie Hydropsychidae. De soort komt voor in het Nearctisch gebied.